# Dejan Kulusevski
Dejan Kulusevski (makedonsky Дејан Кулушевски Dejan Kuluševski); * 25. dubna 2000 Stockholm) je švédský profesionální fotbalista makedonského původu, který hraje na pozici křídelníka či ofenzivního záložníka za anglický klub Tottenham Hotspur a za reprezentaci Švédska, s níž se zúčastnil Mistrovství Evropy 2020.

## Klubová kariéra
V dorostu hrál za klub IF Brommapojkarna na předměstí Stockholmu. V roce 2016 zamířil do Atalanty. Upozornil na sebe výkony v mládežnické Primaveře, za A-tým debutoval 20. ledna 2019 při výhře 5:0 nad Frosinone. V další sezóně 2019/20 byl poslán hostovat do Parmy a na podzim v jejím dresu zaznamenal 4 góly a 7 asistencí napříč 17 zápasy.
Ve dresu Parmy byl v sezóně 2019/20 nejmladším hráčem v pěti elitních evropských ligách, který dokázal vstřelit tři a více gólů. V průběhu sezóny si mezi prosincem a lednem jeho služby zajistil Juventus za částku 35 milionů eur.

## Reprezentační kariéra
Nastupoval za Severomakedonskou reprezentaci hráčů do 17 let, za národní tým Švédska debutoval v listopadu 2019.
Zahrál si na Mistrovství Evropy 2020 hraném kvůli pandemii covidu-19. Ve třetím skupinovém zápase s Polskem mělo Švédsko postup na rozdíl od soupeře již jistý. Kulusevski odehrál závěrečných 35 minut jako střídající a dvěma asistencemi přispěl k výhře 3:2. Švédsko bylo vyřazeno Ukrajinou v osmifinále.

## Profil fotbalisty
Kulusevski se vyznačuje fyzickými dispozicemi včetně rychlosti, výdrže a síly, které vyzdvihl např. italský trenér Pierpaolo Bisoli a Kulusevského schopnost náhlého zrychlení připodobnil k Mohamedu Salahovi. Preferuje hru napravo, střílí levou. Může zahrát na pozici za útočníky, na kraji tříčlenné zálohy nebo jako křídlo.

## Úspěchy
- 1× nejlepší mladý hráč sezóny Serie A – 2019/20[5]